# Jeremy Hunt (politiker)
Jeremy Hunt, född 1 november 1966 i Kennington, Lambeth, London, är en brittisk konservativ politiker. Han är ledamot av det brittiska parlamentets underhus för valkretsen South West Surrey sedan 2005 och ingick i David Camerons och Theresa Mays kabinett. Han är Storbritanniens finansminister i regeringarna Truss och Sunak sedan oktober 2022.
Hunt var kulturminister 2010 till 2012 (i hans ministerportfölj ingick förutom kultur även medier, idrott och OS) och var hälsominister mellan 2012 och 2018. År 2018 efterträdde han Boris Johnson som utrikesminister i Regeringen May II.
När Theresa May aviserade sin avgång 2019 ställde Hunt upp som partiledarkandidat. Efter fem omröstningar bland de konservativa underhusledamöterna kvarstod Boris Johnson och Hunt som kandidater, och gick vidare till en slutomröstning bland Konservativa partiets medlemmar. Johnson vann omröstningen och Hunt återfanns inte i det efterföljande kabinettet, utan återvände till underhusets bakre bänkar.